# Jednotónové neumy
Jednotónové neumy – strophy, jsou neumy gregoriánského chorálu, složené z jednoho tónu libovolné tónové výšky. 
Skupinové neumy sestávající ze dvou nebo tří jednotlivých tónů, se nazývají dvoutónové neumy (bistrophy), respektive třítónové neumy (tristrophy). Při kombinaci několika skupinových neum hovoříme o víceskupinových neumách.
Jednotónové neumy mohou být interpretovány zcela rozlišně. V čistě kvadrátní notaci se mohou lišit jen nepatrně, v modernější neografii jsou však rozdíly mezi jednotónovými neumami patrné poněkud zřetelněji. Velmi vhodné je studium originálních neumových rukopisů, v nichž se rozlišuje mezi různými jednotónovými neumami.

## Notace
Nejdůležitější jednotónové neumy jsou uvedeny v následující tabulce v abecedním pořadí:
| Označení                          | Kvadrátní notace | Notace svatohavelská / Einsiedeln |
| --------------------------------- | ---------------- | --------------------------------- |
| Oriscus                           |                  |                                   |
| Punctum                           |                  |                                   |
| Punctum inclinatum                |                  |                                   |
| Quilisma                          |                  |                                   |
| Stropha / Apostropha / Strophicus |                  |                                   |
| Tractulus                         |                  |                                   |
| Uncinus                           |                  | (Kodex Laon)                      |
| Virga                             |                  |                                   |

Quilisma objevuje se téměř výhradně v kombinaci s podatem, tzv. quilisma-pes.